# Kate Hooper
Kate Hooper (Auckland, 26 febbraio 1978) è una pallanuotista australiana, vincitrice di una medaglia d'oro ai giochi olimpici di Sydney 2000.